# Хилл-Лейк (тауншип, Миннесота)
Хилл-Лейк (англ. Hill Lake) — тауншип в округе Эйткин, Миннесота, США. На 2000 год его население составило 447 человек.

## География
По данным Бюро переписи населения США площадь тауншипа составляет 89,6 км², из которых 86,4 км² занимает суша, а 3,1 км² — вода (3,50 %).

## Демография
По данным переписи населения 2000 года здесь находились 447 человек, 167 домохозяйств и 121 семья.  Плотность населения —  5,2 чел./км².  На территории тауншипа расположено 296 построек со средней плотностью 3,4 построек на один квадратный километр. Расовый состав населения: 96,64 % белых, 0,22 % афроамериканцев, 1,12 % коренных американцев и 2,01 % приходится на две или более других рас. Испанцы или латиноамериканцы любой расы составляли 0,22 % от популяции тауншипа.
Из 167 домохозяйств в 29,9 % воспитывались дети до 18 лет, в 65,3 % проживали супружеские пары, в 4,2 % проживали незамужние женщины и в 27,5 % домохозяйств проживали несемейные люди. 19,8 % домохозяйств состояли из одного человека, при том 6,6 % из — одиноких пожилых людей старше 65 лет. Средний размер домохозяйства — 2,68, а семьи — 3,10 человека.
27,1 % населения — младше 18 лет, 6,7 % — в возрасте от 18 до 24 лет, 28,0 % — от 25 до 44, 25,7 % — от 45 до 64, и 12,5 % — старше 65 лет. Средний возраст — 38 лет. На каждые 100 женщин приходилось 101,4 мужчин.  На каждые 100 женщин старше 18 приходилось 106,3 мужчин.
Средний годовой доход домохозяйства составлял 40 000 долларов, а средний годовой доход семьи —  47 250 долларов. Средний доход мужчин —  31 250  долларов, в то время как у женщин — 21 250. Доход на душу населения составил 16 915 долларов. За чертой бедности находились 3,1 % семей и 5,4 % всего населения тауншипа, из которых 4,2 % младше 18 и 5,4 % старше 65 лет.